# Cophyla olgae
Espèce
Statut de conservation UICN

 EN B1ab(iii) : En danger
Synonymes
- Platypelis olgae Rakotoarison, Glaw, Vieites, Raminosoa & Vences, 2012

Cophyla olgae est une espèce d'amphibiens de la famille des Microhylidae.

## Répartition
Cette espèce est endémique au nord de Madagascar. Elle se rencontre entre 2 294 et 2 503 m d'altitude dans le massif de Tsaratanana.

## Description
Cophyla olgae mesure de 20 à 22 mm.

## Étymologie
Cette espèce est nommée en l'honneur d'Olga Ramilijaona.

## Publication originale
- Rakotoarison, Glaw, Vieites, Raminosoa & Vences, 2012 : Taxonomy and natural history of arboreal microhylid frogs (Platypelis) from the Tsaratanana Massif in northern Madagascar with description of a new species. Zootaxa, no 3563, p. 1-25.